# 90 Minuten Aufenthalt
90 Minuten Aufenthalt ist ein deutscher Kriminalfilm von und mit Harry Piel aus dem Jahre 1936.

## Handlung
Harry Winkler, Kriminalassistent aus Berlin, und Conny Steven, sein Pendant bei Londons Scotland Yard, kennen sich schon lange und sind miteinander befreundet. Als sie sich beide in Lissabon treffen haben sie nur neunzig Minuten Aufenthalt. Denn dann legt ihr Schiff nach Buenos Aires ab, wo sie beide an einem Polizeiboxturnier teilnehmen wollen. Bei seiner Anreise in die portugiesische Hauptstadt hat Conny im Zug die Berlinerin Ilse Siebeck kennengelernt. Sie will hier ihren Onkel Alberto Basto besuchen, den sie seit vier Jahren nicht mehr gesehen hat.
Doch als sie vor dem nahen Verwandten steht, erkennt sie ihn nicht. Sollte er sich derartig verändert haben? Irritiert und verstört fährt Ilse zum Bahnhof zurück, wo sich noch immer Harry und Conny aufhalten. Man verspricht, ihr zu helfen und fährt gemeinsam zu diesem ominösen Onkel. Anders als beim ersten Mal tut Senhor Basto nunmehr so, als kenne er Ilse seit Ewigkeiten und begrüßt sie herzlich. Harry wird jedoch bei einer Antwort Bastos auf seine Frage misstrauisch. Er liest den Namen einer Frau auf dem Halsband eines kleinen Hundes Bastos und beschließt, diese ebenfalls in Lissabon ansässig Person aufzusuchen.
Dabei handelt es sich um die Besitzerin eines Modesalons. Jene Madeleine Ribail ist sehr verwundert, glaubte sie doch ihren Vierbeiner im Hotel bei ihrem Verlobten, einem gewissen Senhor Moreno. Harry geht dieser Spur nach, doch im Hotel kennt niemand diesen Herrn. Nun wird das kriminalistische Gespür in Harry geweckt. Zurück beim Basto-Anwesen, erwartet ihn dort eine böse Überraschung. Der angebliche Hausbesitzer hat seinen Leoparden aus dem Käfig gelassen, und die Raubkatze hat Hunger! Doch Harry Winkler hat es schon mit ganz anderen Gefahren aufgenommen. Er kämpft mit der getupften Riesenkatze, siegt natürlich, und findet ganz nebenbei auch noch die Hintergründe um diesen Alberto Basto heraus. Der wahre Basto wurde von dem falschen, Moreno, im Dschungel ermordet. Anschließend hat dieser dann dessen Platz eingenommen.
Mit dieser Erkenntnis saust Winkler zu Madeleine. Doch Bastos / Morenos Geheimnis ist noch viel dunkler. Harry bekommt heraus, dass dieser Verbrecher auch einst seinen eigenen Vater ermordet hat. Schon lange war er auf der Suche nach diesem Täter. In einer wilden Verfolgungsjagd mit dem Auto entlang einer Küstenstraße stürzt der Schurke von einer Klippe in den Abgrund und stirbt. Harry konnte sich unmittelbar zuvor mit einem Hechtsprung aus dem Wagen in Sicherheit bringen. In letzter Minute erreichen Harry und Conny ihr Schiff nach Südamerika.

## Produktionsnotizen
Neunzig Minuten Aufenthalt entstand ab Ende April 1936 in Dalmatien und Lissabon und wurde am 25. September 1936 in drei Berliner Erstaufführungstheatern gezeigt.
Die Filmbauten stammen von Karl Vollbrecht und Willi Depenau, die Produktionsleitung hatte Ludwig Behrends.
Der Film, der das Prädikat „künstlerisch wertvoll“ erhielt, spielt weitgehend in Realzeit.

## Kritik
Das Lexikon des internationalen Films schreibt: „Abenteuer- und Kriminalfilm um den einstigen Leinwand-Liebling und Draufgänger Harry Piel, der auf amüsante Weise dick aufträgt und gerade dadurch der handlungsreichen Geschichte auf ebenso naive wie selbstbewußte Weise Spannung und Witz beschert.“ Der Evangelische Film-Beobachter zieht folgendes Fazit: „Ein sympathischer, weil redlicher und argloser alter Unterhaltungsfilm. Ab 12 gut brauchbar.“